# Thomas Paine
Thomas Paine (Thetford, Norfolk, 29 de enero de 1737-Nueva York, 8 de junio de 1809) fue un político, escritor, filósofo, intelectual radical y revolucionario de origen inglés. Promotor del liberalismo, el humanismo, es considerado uno de los Padres fundadores de los Estados Unidos.
Nacido en Thetford, en el condado inglés de Norfolk, Paine emigró a las colonias británicas en América en 1774 para participar en la revolución americana. Sus contribuciones principales fueron el tan leído ensayo Common Sense (1776), donde abogaba por la independencia de las colonias y The American crisis (1776-1783) una serie de escritos a favor de la revolución. 
En 1789 visitó Francia y allí vivió durante casi toda la década siguiente. Se vio envuelto profundamente en los primeros años de la Revolución francesa. Escribió Rights of Man (1791), en parte una defensa de la Revolución francesa contra sus críticos, en particular el hombre de estado británico Edmund Burke. En Gran Bretaña fue juzgado y declarado culpable en ausencia por el crimen de libelo sedicioso. A pesar de no hablar francés, fue elegido para la Convención Nacional en 1792. Los girondinos le vieron como un aliado por lo que los montañeses, en especial Robespierre, lo consideraron su enemigo. En diciembre de 1793, fue arrestado y encarcelado en París y liberado en 1794. Se hizo notorio por La edad de la razón (1793-1794), libro que aboga por el deísmo, promueve la razón y el librepensamiento, argumenta en contra de la religión institucionalizada y las doctrinas cristianas. También escribió Justicia agraria (1795), discutiendo los orígenes de la propiedad e introduciendo el concepto de renta mínima garantizada.
A su faceta como intelectual hay que sumar su trabajo como ingeniero diseñador de estructuras, con notables realizaciones como el puente de Wearmouth, que proyectó en 1796 en Sunderland para cruzar sobre el río Wear.

## Biografía
De origen humilde, hijo de un cuáquero y de una anglicana, recibió una educación muy elemental que se limitaba a saber leer, escribir y las cuatro operaciones aritméticas básicas, por lo que se formó de manera autodidacta. Llegó a ser un muy importante revolucionario estadounidense, con ideas en conflicto permanente con las élites y los grupos reaccionarios de su tiempo; como son su lucha contra el sexismo, la esclavitud, el racismo y  la monarquía, a la que se opuso proponiendo en su lugar la república como sistema de gobierno. Como otros adeptos de la Ilustración, también abominó de la superstición, criticando duramente la religión organizada (iglesias) y al clero; siendo un impulsor del laicismo, la educación popular y la ciencia.
Siempre escaso de dinero, para subsistir trabajó como oficial de impuestos persiguiendo a contrabandistas de licores y tabaco y consiguió ilustrarse comprando libros. Su suerte cambió favorablemente al conocer a Benjamín Franklin, quien lo animó a buscar fortuna en las colonias británicas del Norte de América dándole cartas de presentación. Llegó a Filadelfia en 1774 y allí dirigió la Pennsylvania Magazine and American Museum. 
Al generalizarse el descontento de las colonias, Paine fomentó las ideas racionales, llamadas por él del «sentido común», criticando los excesivos tributos decretados por el gobierno de Gran Bretaña como injustos y económicamente erróneos, favorecedores del contrabando y la corrupción. Paine censuró especialmente la prohibición británica a los colonos norteamericanos de comerciar con otras naciones, tachada como causante de la pérdida de fortunas materiales, y especialmente la ausencia de representantes nortemericanos en el parlamento británico que imponía tributos a gentes que ni siquiera estaban allí representadas. Sostuvo que la solución a todos esos problemas era directamente la independencia de las Trece Colonias, postura que no era todavía muy aceptable por la mayoría de colonos, pero que Paine divulgó en el más famoso de los folletos impresos, Common sense, El sentido común publicado a inicios de 1776, que alcanzó la tirada de medio millón de ejemplares.  

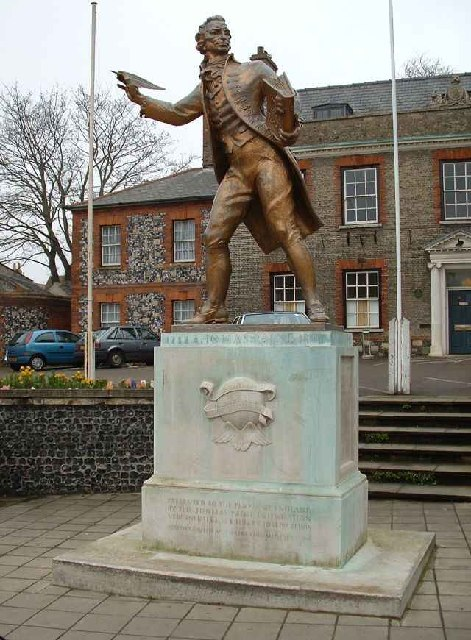
Estatua de Thomas Paine en Norfolk, Inglaterra.

La doctrina del common sense propuesta por Paine marca un hito histórico en la filosofía política, al postular que las decisiones políticas no pueden fundarse en doctrinas abstractas basadas a su vez en la historia, la religión, la nación, el honor, o en nociones apriorísticas como el derecho divino de los reyes, sino que estas decisiones políticas deben fundamentarse en criterios avalados por la experiencia de los seres humanos y en la razón. Utilizando un lenguaje inflamatorio, sencillo, y carente de citas de filosofía clásica, Common sense allanó en el plano intelectual el camino a la Declaración de Independencia de los Estados Unidos, ratificada el 4 de julio del mismo año. 
Ya empezada la guerra por la independencia y cuando las tropas estadounidenses de Washington estaban a punto de desunirse por facciones políticas ante el enemigo británico, Paine publicó el panfleto La crisis americana, que levantó los ánimos insurgentes y que por orden de George Washington fue leído a todos sus soldados a fin de elevar la moral de los ejércitos.  
Tras acabar con éxito la guerra en 1783, Paine volvió a sufrir problemas financieros pues nunca consintió en pedir el pago de derecho de autor por sus panfletos. Viajó a Europa poco después y para evitar que William Pitt declarara la guerra a Francia divulgó la idea entre los británicos de que las guerras solo acarreaban más impuestos. Visitando Francia se encontró con el escritor y teórico radical William Godwin y un grupo de amigos suyos, a quienes frecuentaba, y presenció en Europa los primeros años de la Revolución Francesa, de la cual se declaró admirador, dedicándose al periodismo.
En esos años Paine se dedicó a refutar las ideas del autor británico Edmund Burke contrarias a la Revolución francesa, escribiendo con tal finalidad su obra maestra Los derechos del hombre, ésta fue impresa en dos partes, la primera en 1791 y la segunda al año siguiente, por la cual fue expulsado de Gran Bretaña a mediados de 1792. Refugiado en Francia, fue declarado ciudadano honorario de la joven Primera República y elegido diputado de la Convención Nacional establecida en setiembre de 1792, pese a la dificultad de Paine para hablar en francés. En este cargo Paine mostró su firme rechazo a la pena de muerte inclusive contra el depuesto Luis XVI, y se tornó en aliado informal de los girondinos en contra de las divisiones entre revolucionarios. La hostilidad de los jacobinos causó que Paine fuera acusado de extranjero y expulsado de su escaño, y luego arrestado en diciembre de 1793 por orden de Robespierre en medio del régimen del Terror. 
En prisión empezó a escribir La edad de la razón (1794) un clásico del librepensamiento con carácter anticlerical, donde rechazaba la brutalidad y crueldad. Proclamaba contradicciones de la Biblia a imitación de Voltaire. Tres años más tarde publicó su panfleto Justicia agraria. Paine fue sentenciado a muerte por los jacobinos y sus amigos estadounidenses residentes en París pidieron al embajador de Estados Unidos, Gouverneur Morris, su intercesión para liberar a Paine, pero Morris nunca atendió tales pedidos. Poco después de esta condena cayó el régimen de Robespierre, Morris fue reemplazado por embajador por James Monroe y éste intercedió para la liberación de Paine en noviembre de 1794. Tras ello, Paine volvió a la Convención y disuelta ésta por el Directorio en octubre de 1795, permaneció en Francia como autor, aunque manifestado su desagrado por la transformación de Napoleón Bonaparte en una dictadura; también escribió fuertes críticas contra George Washington, a quien Paine culpaba de no interceder por él cuando los jacobinos lo sentenciaron a muerte, y acusó al presidente John Adams de ingratitud hacia Francia tras la ayuda prestada por los franceses durante la guerra de independencia. Tras recibir una invitación de Thomas Jefferson, Paine retornó a Estados Unidos en 1802.
Paine volvió con el editor y librero francés Nicolás de Bonneville y la familia de éste, pero halló un clima adverso a sus ideas. El "Segundo Gran Despertar" en materia religiosa causaba que el clero cristiano protestante recuperase gran influencia social y política y promoviera exitosas y duras críticas contra Paine por su libro La edad de la razón. A los clérigos se sumaban los partidarios del fallecido George Washington, los federalistas conservadores que rechazaban su libro El sentido común, y quienes lo tachaban de simpatizante de la violenta Revolución Francesa.  Establecido en Nueva York y sin renunciar a sus ya conocidas ideas, Paine murió allí en julio de 1809 dejando sus bienes a la familia de Boneville.
Su seguidor Bertrand Russell afirmó de él:

Para nuestros tatarabuelos era una especie de Satán terrenal, un infiel subversivo, rebelde contra su Dios y contra su rey. Se ganó la hostilidad de tres hombres a quienes no se suele relacionar: Pitt, Robespierre y Washington. De éstos, los dos primeros trataron de matarle, mientras el tercero se abstuvo cuidadosamente de salvar su vida. Pitt y Washington lo odiaban porque era demócrata, Robespierre, porque se opuso a su régimen del Terror. Su destino fue siempre ser honrado por los pueblos y odiado por los gobiernos.

## Ideas

### Pensamiento social
Por influencia del jacobinismo y del movimiento de los sans-culottes reivindicó, como otros radicales británicos, no solo la democracia política sino también la democracia social, centrándose especialmente en la cuestión de la propiedad de la tierra. Por esta razón ha sido incluido en el grupo de los «socialistas agrarios», junto con Thomas Spence y William Ogilvie de Pittensear. Sin embargo, Paine se mostró más moderado que estos dos últimos pues no cuestionó el derecho de propiedad, aunque fue uno de los precursores del laborismo y del estado de bienestar al proponer la redistribución de la renta por medio de un impuesto sobre las grandes haciendas y la implantación de un sistema público de pensiones, entre otras medidas.
Expuso su pensamiento social en Los derechos del hombre (Rights of Man, 1791-1792) y, sobre todo, en Justicia Agraria (Agrarian Justice, 1795-1796). En estas obras defendía que para alcanzar la democracia plena había que abandonar las «miserias» de la civilización, sobre todo en Europa, y volver a la organización económica de la comunidad primitiva propia del estado de naturaleza o, cuando no fuera posible, establecer un impuesto progresivo que limitara los bienes que cada miembro de la sociedad podía poseer y que dotara al Estado de los recursos necesarios para que proporcionara a los más desfavorecidos los medios que les permitieran llevar una vida digna. Paine no cuestionaba el derecho de propiedad pero lo subordinaba a la satisfacción de las necesidades sociales y para ello propugnaba un Estado democrático que interviniera en la vida económica. Así, en Justicia Agraria, escribió lo siguiente sobre su forma «social» de entender la propiedad:

La propiedad personal es un efecto de la sociedad; es tan imposible que un individuo adquiera propiedades personales sin ayuda de la sociedad, como lo es que cree las tierras. Separad a un individuo de la sociedad, dadle la posesión de una isla o de un continente, y no podrá adquirir propiedades personales, no podrá hacerse rico.

Thomas Paine sostuvo que " la acumulación de algunos estaba dada por el hecho de pagar demasiado poco por la labor realizada por otros. La misma observación hará, posteriormente, Karl Marx y le servirá para explicar de donde surge la ganancia del capitalista. Para esto, creará un nuevo concepto, el de plusvalía [...] No estaba en contra de la riqueza de algunos, lo que le molestaba era que eso fuera producto de la miseria de otros. Además como creía en que el hombre era por naturaleza bueno, nadie podía ser feliz en una sociedad llena de desdichados.

### Esclavitud
Se le atribuye la obra Esclavitud Africana en América, el primer artículo que proponía la emancipación de los esclavos africanos y la abolición de la esclavitud. Fue publicado el 8 de marzo de 1775 en la apostilla al Pennsylvania Journal and Weekly Advertiser (también conocido como The Pennsylvania Magazine and American Museum). Teniendo en cuenta que no ha podido demostrarse que Paine fuera el autor de este ensayo publicado anónimamente, algunos académicos como Eric Foner y Alfred Owen Aldridge no consideran este escrito como parte de su obra. Por el contrario, John Nichols considera que su «ferviente oposición a la esclavitud» lo llevó a ser excluido del poder durante los primeros años de la república.

### Religión
Sobre la religión afirma en La Edad de la Razón:

No creo en el credo profesado por la iglesia judía, por la iglesia romana, por la iglesia griega, por la iglesia turca, por la iglesia protestante, ni por cualquier otra iglesia que conozca. Mi mente es mi iglesia.
Todas las instituciones eclesiásticas nacionales, ya sean judías, cristianas o turcas, me parecen nada menos que invenciones humanas creadas para horrorizar y esclavizar a la humanidad, y monopolizar el poder y el lucro.

Aunque no existe ninguna evidencia de que fuera masón, Paine también escribió "Un ensayo del Origen de la Masonería" (1803-1805), sobre la Biblia siendo un mito alegórico describiendo astrología:

La religión cristiana es una parodia de la adoración del sol, en la cual se puso a un hombre al que llamaron Cristo en el lugar del sol, y le ofrecieron la adoración que originalmente se ofrecía al sol”.

Se describió a sí mismo como deísta, diciendo:

¡Qué diferente es esto  a la simple y pura profesión del deísmo! El verdadero deísta tiene una sola deidad; y su religión consiste en contemplar el poder, la sabiduría y la benignidad de la Deidad en sus obras, y en su esfuerzo por imitarlo en toda cuestión moral, científica y mecánica.

y de nuevo, en La Edad de la Razón:

Yo creo en un Dios y no más; y tengo la esperanza de la felicidad después de esta vida. Creo en la igualdad del hombre, y creo que los deberes religiosos consisten en hacer justicia, amar la misericordia y esforzarse por hacer feliz a nuestro prójimo.

## Proyectista de puentes e inventor

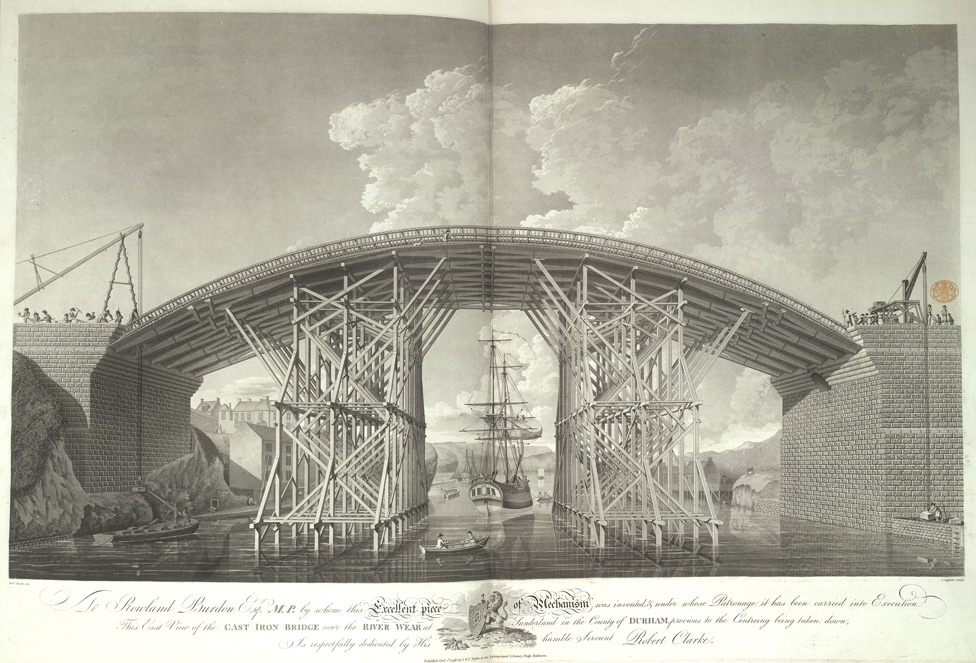
Construcción en Sunderland del puente de Wearmouth (1796)

En 1787, se construyó un puente diseñado por Paine sobre el río Schuylkill en Filadelfia. En ese momento, su trabajo en puentes de hierro de un solo arco lo llevó de regreso a París. Debido a que Paine tenía pocos amigos cuando llegó a Francia aparte de Lafayette y Jefferson, continuó manteniendo una gran correspondencia con Benjamin Franklin, un viejo amigo y mentor. Franklin proporcionó cartas de presentación para que Paine las usara para obtener asociados y contactos en Francia.
En 1796, se erigió sobre la desembocadura del río Wear en Sunderland, Inglaterra, el puente de Wearmouth, que había sido proyectado por Paine. Este puente, el arco de Sunderland, tenía el mismo diseño que su puente sobre el río Schuylkill en Filadelfia y se convirtió en el prototipo de muchos arcos de dovelas en hierro y acero posteriores.
Además de recibir una patente británica para el puente de hierro de un solo vano, Paine desarrolló una vela de cera sin humo y trabajó con el inventor John Fitch en el desarrollo de máquinas de vapor.

## Legado
Los escritos de Paine tuvieron gran influencia en los revolucionarios estadounidenses. Sus libros supusieron un resurgimiento del deísmo en Norteamérica y, a largo plazo, inspiraron tanto a filósofos radicales como a pensadores de la clase obrera. Muchos liberales, feministas, socialdemócratas, anarquistas, librepensadores y progresistas lo consideraron su antecedente intelectual. La crítica de Paine a la religión institucionalizada y su defensa del pensamiento libre influyó en muchos librepensadores británicos de los siglos XIX y XX, tales como William Cobbett, George Holyoake, Charles Bradlaugh, Christopher Hitchens, y Bertrand Russell.
Thomas Paine fue un defensor de la libertad de pensamiento, como base del derecho a la libertad en toda su expresión. Estaba en contra de todo tipo de censura de pensamiento y de la publicación de esas ideas. "Si no atraen atención no merecerán la pena del procesamiento, y si lo hacen el procesamiento no valdrá de nada, pues no puede equivaler a la prohibición de la lectura. Eso sería imponer una sentencia al público, y no al autor, y además sería el modo más eficaz de hacer o acelerar las revoluciones".
Ligado a la defensa de ese derecho, fue un precursor  en la protección de los derechos intelectuales. Sostuvo que "al país se privará del honor y de la utilidad de las letras y del progreso de las ciencias, hasta que leyes suficientes se hagan para prevenir violaciones de la propiedad literaria".
En 2002, Paine fue incluido en la lista de los cien británicos más importantes de todos los tiempos en una encuesta llevada a cabo por la BBC.
En la novela The Grapes of Wrath ("Las Uvas de la Ira"), John Steinbeck lo cita junto a Marx, Jefferson y Lenin.